# لويز مكنيل
لويز مكنيل (بالإنجليزية: Louise McNeill) هي كاتِبة وشاعرة أمريكية، ولدت في 9 يناير 1911، وتوفيت في 18 يونيو 1993.